# Aron Jóhannsson
Aron Jóhannsson (Mobile, Alabama, Estados Unidos, 10 de noviembre de 1990) es un futbolista estadounidense de origen islandés. Juega como delantero en el Valur Reykjavík de la Úrvalsdeild Karla.

## Trayectoria

### Inicios
Jóhannsson comenzó jugando al fútbol juvenil en Islandia para el Ungmennafélagið Fjölnir, equipo con el cual finalmente firmaría su primer contrato profesional. También jugó al fútbol en Estados Unidos, siendo parte de la Academia IMG en Bradenton, Florida entre 2006 y 2007.

### AGF Aarhus
Luego de pasar un par de buenas temporadas en Islandia, Jóhannsson fichó con el AGF Aarhus de la Segunda División de Dinamarca para la temporada 2010/11. Se ganó el puesto de titular a principios de 2011 y ayudó al club a regresar a la Superliga para la temporada 2011/12. Anotó su primer gol en la primera división el 18 de julio de 2011 en la victoria 2-1 sobre Lyngby BK.
Jóhannsson comenzó la temporada 2012/13 en excelente forma, anotando 10 goles en los primeros 10 partidos y rompiendo el récord de la tripleta más rápida anotada en un partido de la Superliga el 27 de agosto de 2012, anotando los tres primeros goles de su equipo en los primeros tres minutos y cincuenta segundos en la victoria 4-1 sobre el AC Horsens; además de también anotar el cuarto gol definitivo en el minuto 16, el cual también es otro récord para la Superliga.

### AZ Alkmaar
El 29 de enero de 2013 fichó con el AZ Alkmaar de la Eredivisie neerlandesa. Luego de pasar gran parte de la temporada 2012/13 lesionado, Jóhannsson debutó en la Eredivisie como titular el 3 de agosto de 2013 en la derrota 4-2 ante el SC Heerenveen anotando un gol de penal y entregando una asistencia. Anotó su tercer gol consecutivo en sus primero tres partidos de la campaña luego de convertir un penal en la victoria 3-2 sobre el Ajax Ámsterdam el 11 de agosto de 2013, y extendió su racha a cuatro partidos en la victoria 2-1 sobre el RCK Warwijk el 17 de agosto de 2013.
Jóhannsson anotó su primer gol en competiciones europeas el 22 de agosto de 2013 en la victoria 3-1 sobre el Atromitos de Grecia por los playoffs de la Liga Europea de la UEFA.
Luego de terminar la temporada 2013-14, Jóhannsson extendió su contrato con el club neerlandés hasta 2018 el 30 de mayo de 2014. Tras regresar de jugar la Copa del Mundo con Estados Unidos, Jóhannsson se sometió a dos cirugías, una de tobillo y otra en la ingle, dejándolo fuera de las canchas hasta el 2 de noviembre de 2014, cuando fue titular en el empate 3-3 del AZ frente al Excelsior. Anotó su primer gol de la temporada y desde su regreso por lesión el 22 de noviembre de 2014 en la victoria 1-0 sobre el Vitesse.

### Werder Bremen
El 5 de agosto de 2015, Jóhannsson fue fichado por el Werder Bremen de la 1. Bundesliga alemana por cuatro temporadas y un monto aproximado de 5 millones de dólares estadounidenses. Jóhannsson hizo su debut en la Bundesliga el 15 de agosto de 2015, ingresando en el segundo tiempo en la derrota 0-3 frente al Schalke 04. Anotó su primer gol con el club el 29 de agosto en la victoria 2-1 sobre el Borussia Mönchengladbach.==Selección nacional==

### Doble nacionalidad
Jóhannsson fue miembro de la selección sub-21 de Islandia, con la cual tiene un récord de 9 partidos jugados y un gol anotado. No obstante, debido a que Jóhannsson nació en los Estados Unidos mientras sus padres estudiaban en la universidad allí y podía elegir jugar a nivel mayor ya sea para la selección islandesa o el combinado estadounidense. En una entrevista realizada en septiembre de 2012, Jóhannsson declaró que aunque nunca había considerado la opción de jugar internacionalmente para los Estados Unidos, le "sería muy difícil" rechazar un llamado de Jürgen Klinsmann. El 3 de octubre de 2012 Jóhannsson aceptó el llamado a la selección islandesa para enfrentar a Chipre y Suiza por las eliminatorias a la Copa Mundial de Fútbol de 2014, pero se retiró de la convocatoria días después debido a una lesión, dejando abierto su futuro internacional.

### Selección de Estados Unidos

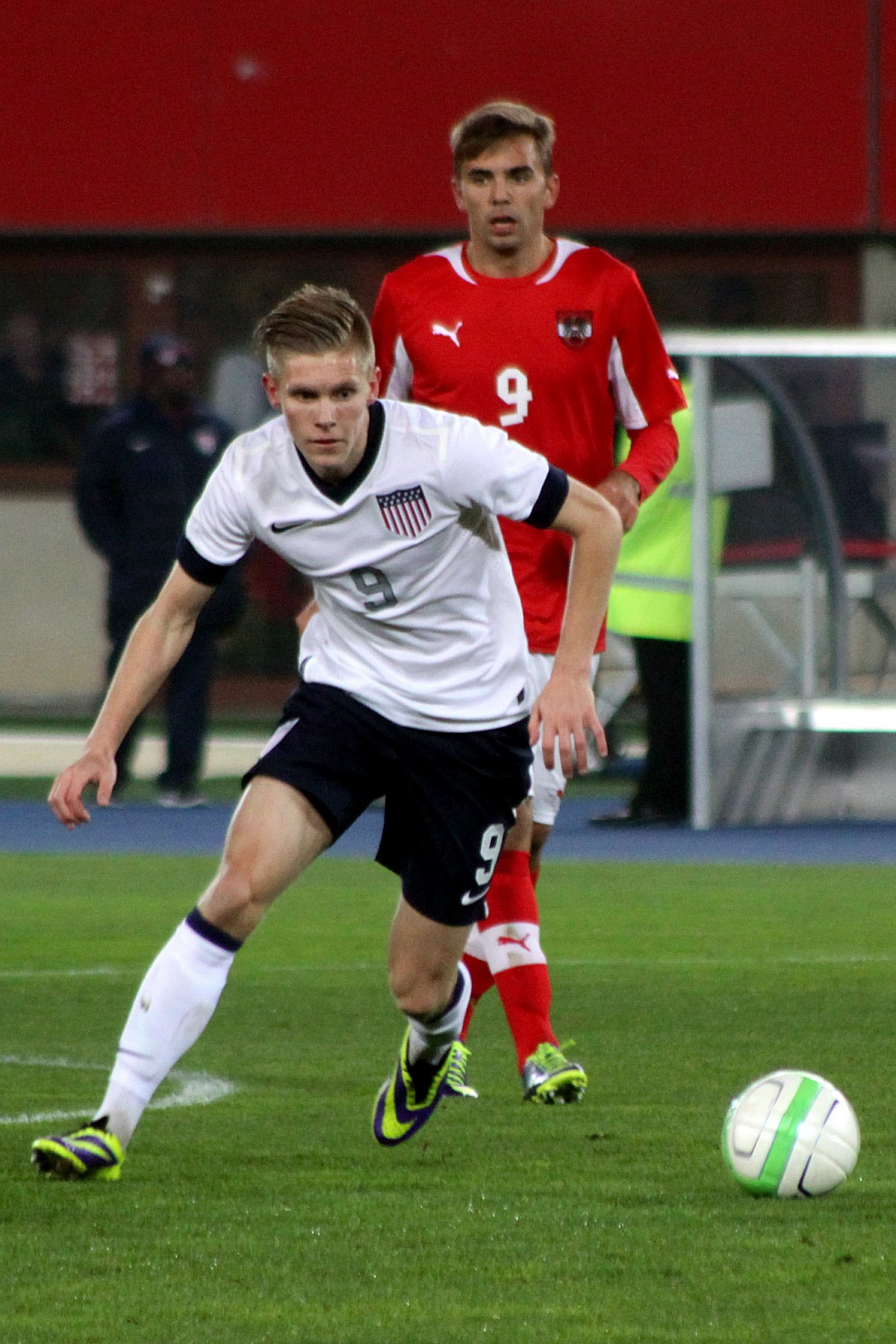
Jóhannsson jugando para Estados Unidos en un amistoso frente Austria en 2013.

Luego de meses de especulación, Jóhannsson finalmente ingresó sus papeles ante la FIFA para solicitar el cambio definitivo de representación internacional en julio de 2013, cambio que lo ligaría en forma definitiva su carrera internacional a los Estados Unidos. Fue convocado por primera vez para jugar con la selección norteamericana en agosto de ese mismo año para enfrentar a Bosnia y Herzegovina en un amistoso en Sarajevo, y su solicitud de cambio de asociación ante la FIFA fue aprobada el 13 de agosto, un día antes del partido ante Bosnia. Jóhannsson hizo su debut en ese partido, ingresando en el segundo tiempo por Eddie Johnson. Dos semanas después, el 29 de agosto, recibió su primera convocatoria para partidos oficiales cuando fue llamado por el entrenador Jürgen Klinsmann con miras a dos encuentros importantes frente a Costa Rica y México por las eliminatorias a la Copa Mundial de Fútbol de 2014. Jóhansson anotó su primer gol con la selección en el último partido de las eliminatorias en octubre de 2013, convirtiendo el último y definitivo 3-2 del partido en que Estados Unidos ganaría a la selección panameña en Ciudad de Panamá, dejando fuera esta última y ayudando a México a alcanzar la fase del repechaje mundialista.
El 12 de mayo de 2014, el entrenador de la selección estadounidense Jürgen Klinsmann incluyó a Jóhannsson en la lista provisional de 30 jugadores con miras a la Copa Mundial de Fútbol de 2014. Finalmente, fue incluido en la lista definitiva de 23 el 22 de mayo. En el torneo, Jóhannsson jugó un partido, ingresando como suplente en reemplazo del lesionado Jozy Altidore en la victoria 2-1 sobre Ghana en el primer partido de su selección en la fase de grupos.

### Participaciones en Copas de Oro
| Torneo                          | Sede                    | Resultado    |
| ------------------------------- | ----------------------- | ------------ |
| Copa de Oro de la Concacaf 2015 | Estados Unidos · Canadá | Cuarto lugar |

### Participaciones en Copas del Mundo
| Mundial                        | Sede   | Resultado        |
| ------------------------------ | ------ | ---------------- |
| Copa Mundial de Fútbol de 2014 | Brasil | Octavos de final |

### Goles con la selección nacional
| #  | Fecha                 | Lugar                                              | Oponente   | Gol   | Resultado | Competición                     |
| -- | --------------------- | -------------------------------------------------- | ---------- | ----- | --------- | ------------------------------- |
| 1. | 15 de octubre de 2013 | Estadio Rommel Fernández, Ciudad de Panamá, Panamá | Panamá     | 3 – 2 | 3 – 2     | Clasificación Mundial 2014      |
| 2. | 27 de mayo de 2014    | Candlestick Park, San Francisco, EE. UU.           | Azerbaiyán | 2 – 0 | 2 – 0     | Amistoso                        |
| 3. | 25 de marzo de 2015   | NRGi Park, Aarhus, Dinamarca                       | Dinamarca  | 2 – 1 | 2 – 3     | Amistoso                        |
| 4. | 18 de julio de 2015   | M&T Bank Stadium, Baltimore, Maryland, EE. UU.     | Cuba       | 3 – 0 | 6 – 0     | Copa de Oro de la Concacaf 2015 |

## Clubes
| Club                    | País         | Año       |
| ----------------------- | ------------ | --------- |
| Ungmennafélagið Fjölnir | Islandia     | 2008-2010 |
| AGF Aarhus              | Dinamarca    | 2010-2013 |
| AZ Alkmaar              | Países Bajos | 2013-2015 |
| Werder Bremen           | Alemania     | 2015-2019 |
| Hammarby IF             | Suecia       | 2019-2020 |
| Lech Poznań             | Polonia      | 2021      |
| Valur Reykjavík         | Islandia     | 2022-     |

## Estadísticas
Actualizado el 22 de septiembre de 2015.
| Fjölnir Islandia | 1.ª           | 2009          | 16  | 1  | 0 | 0 | 0  | 0 | 16  | 1  |
| Fjölnir Islandia | 2.ª           | 2010          | 18  | 12 | 0 | 0 | -  | - | 18  | 12 |
| Fjölnir Islandia | Total club    | Total club    | 34  | 13 | 0 | 0 | 0  | 0 | 34  | 13 |
| Aarhus GF Dinamarca | 2.ª           | 2010-11       | 17  | 2  | 1 | 0 | -  | - | 18  | 2  |
| Aarhus GF Dinamarca | 1.ª           | 2011-12       | 30  | 7  | 2 | 1 | -  | - | 32  | 8  |
| Aarhus GF Dinamarca | 1.ª           | 2012-13       | 18  | 14 | 0 | 0 | 2  | 0 | 18  | 14 |
| Aarhus GF Dinamarca | Total club    | Total club    | 65  | 33 | 3 | 1 | 2  | 0 | 70  | 34 |
| AZ Alkmaar · Países Bajos | 1.ª           | 2012-13       | 5   | 3  | 0 | 0 | -  | - | 5   | 3  |
| AZ Alkmaar · Países Bajos | 1.ª           | 2013-14       | 34  | 17 | 4 | 6 | 15 | 2 | 53  | 25 |
| AZ Alkmaar · Países Bajos | 1.ª           | 2014-15       | 19  | 6  | 1 | 0 | -  | - | 20  | 6  |
| AZ Alkmaar · Países Bajos | 1.ª           | 2015-16       | 0   | 0  | 0 | 0 | 1  | 0 | 1   | 0  |
| AZ Alkmaar · Países Bajos | Total club    | Total club    | 60  | 26 | 5 | 6 | 16 | 2 | 81  | 54 |
| Werder Bremen · Alemania | 1.ª           | 2015-16       | 6   | 2  | 0 | 0 | -  | - | 6   | 2  |
| Werder Bremen · Alemania | Total club    | Total club    | 6   | 2  | 0 | 0 | -  | - | 8   | 12 |
| Total carrera | Total carrera | Total carrera | 165 | 75 | 8 | 7 | 18 | 2 | 190 | 84 |
| (1)Incluye datos de la Copa de Dinamarca (2010/11, 2011/12); la Copa de los Países Bajos (2013/14); la Supercopa de los Países Bajos (2013/14); los Play-offs para la Europa League de la Eredivisie (2013/14) (2)Incluye datos de la Liga Europea de la UEFA (2012/13, 2013/14, 2015/16) |               |               |     |    |   |   |    |   |     |    |